# Bombenanschlag auf das Murrah Federal Building in Oklahoma City

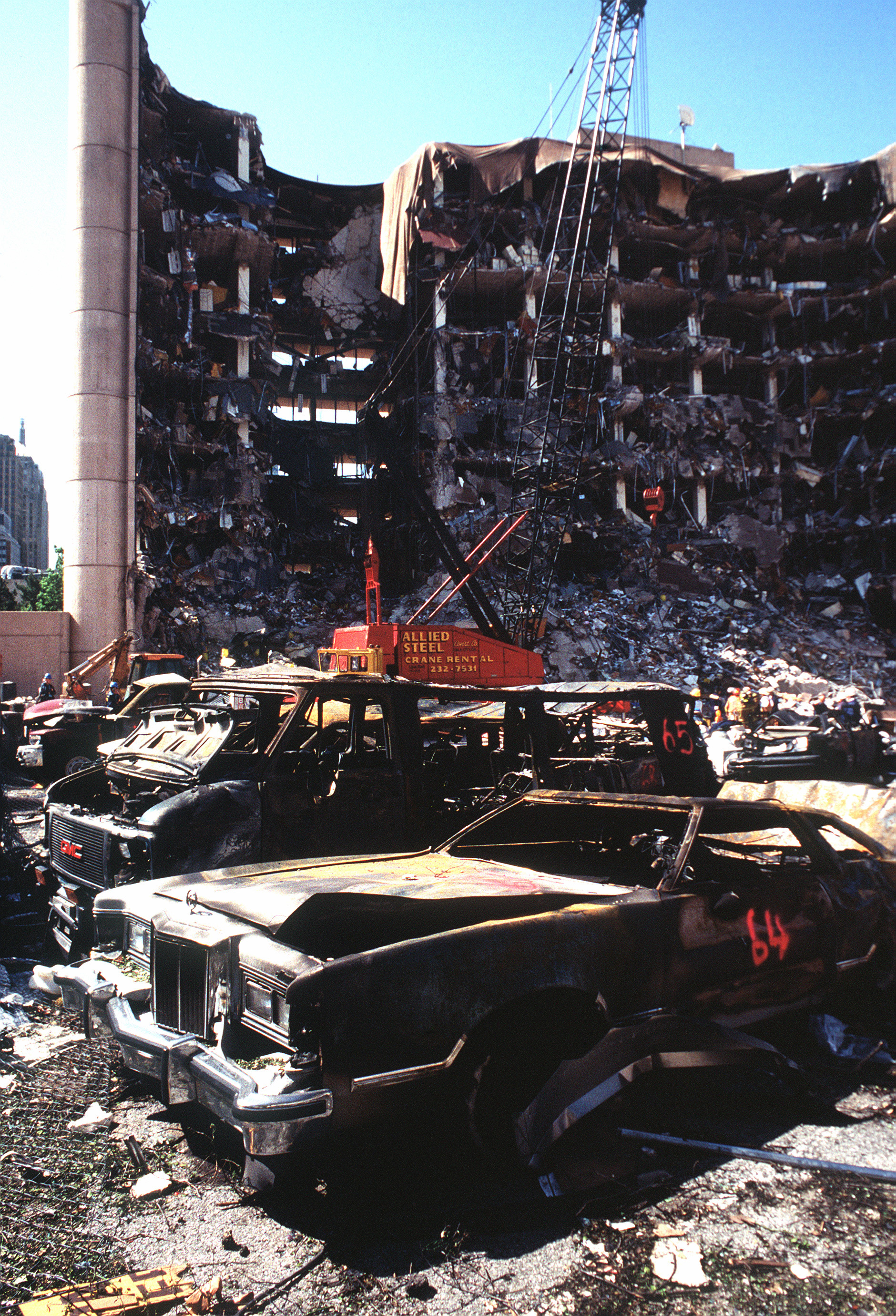
Das Murrah Federal Building nach dem Anschlag

Der Bombenanschlag auf das Murrah Federal Building in Oklahoma City, der Hauptstadt des US-Bundesstaates Oklahoma, am 19. April 1995 (englisch Oklahoma City Bombing) war einer der schwersten Terroranschläge in der Geschichte der Vereinigten Staaten. Bei der Detonation eines mit Sprengstoff beladenen Lastkraftwagens kamen 168 Menschen ums Leben. Das neunstöckige Alfred P. Murrah Federal Building hatte bis zu seiner nahezu vollständigen Zerstörung als Sitz mehrerer Behörden der Bundesregierung gedient. Im ersten Stock befand sich auch ein Kindergarten; insgesamt starben 19 Kinder. Als Täter wurden die rechtsradikalen Timothy McVeigh – ein damals 26-jähriger Veteran aus dem Zweiten Golfkrieg –, Terry Nichols und Michael Fortier identifiziert und verurteilt. Am Platz des Gebäudes wurde eine Gedenkstätte – das Oklahoma City National Memorial – errichtet.

## Attentat

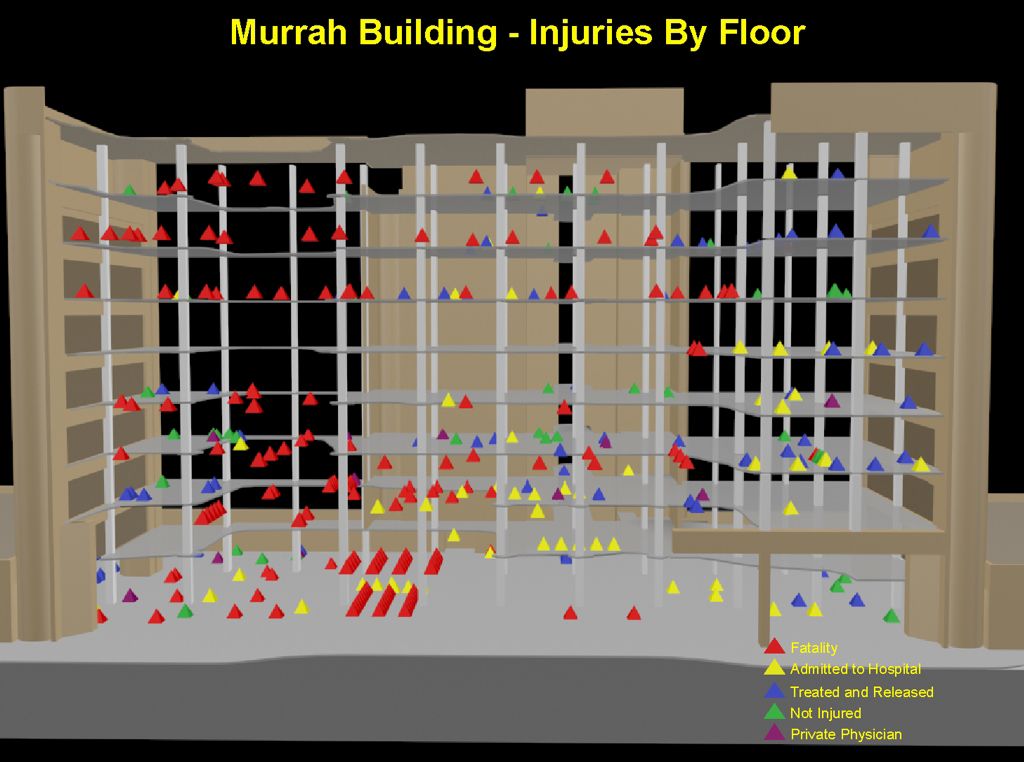
Tote (rot) und Verletzte (blau und gelb) nach Stockwerk

Die Bombe war ein 2,4 Tonnen schwerer, aus Ammoniumnitrat (Mineraldünger) und mehreren hundert Litern Nitromethan (Dragster-Kraftstoffzusatz) selbst hergestellter Sprengsatz (ANNM, der in derselben Stadt beim Unternehmen SEC auch kommerziell hergestellt wird), der in einen gemieteten Lkw geladen worden war. Sie detonierte um 9:02 Uhr Ortszeit vor dem Gebäude. Die Kraft der Explosion beschädigte über 300 Gebäude in der Innenstadt Oklahoma Citys und verletzte über 800 Personen. Die Explosion spürte man noch in 1,5 Kilometern Entfernung.
Am Anschlagsort wurde eine Fahrzeugachse gefunden, die keinem der beschädigten Fahrzeuge zuzuordnen war. Über die eingeschlagene Fahrzeugnummer konnte das zugehörige Fahrzeug ermittelt werden; es handelte sich um einen gelben Ford-Lastwagen vom Typ F-700 mit Baujahr 1993, der unter dem Namen Robert Kling bei der Autovermietung Ryder gemietet worden war. Ein großes Aufgebot des FBI konnte einen Motelbesitzer ausfindig machen, der sich daran erinnerte, wie jemand mit einem solchen Lkw unter dem Namen Timothy McVeigh bei ihm abgestiegen war. Die Fahndung nach McVeigh ergab sofort, dass er etwa eine Stunde nach dem Anschlag bei einer Verkehrskontrolle wegen eines fehlenden Nummernschildes und Waffenbesitzes festgenommen worden und noch in Haft war.

## Opfer
Beim Bombenanschlag starben 168 Menschen, darunter 19 Kinder. Drei Frauen waren zum Zeitpunkt des Terrorakts schwanger, ihre drei ungeborenen Kinder werden ebenfalls zu den Opfern gezählt. Nach Geschlechtern der Opfer getrennt starben:
- Frauen: 93 (davon 6 Mädchen)
- Männer: 75 (davon 13 Jungen)

## Täter

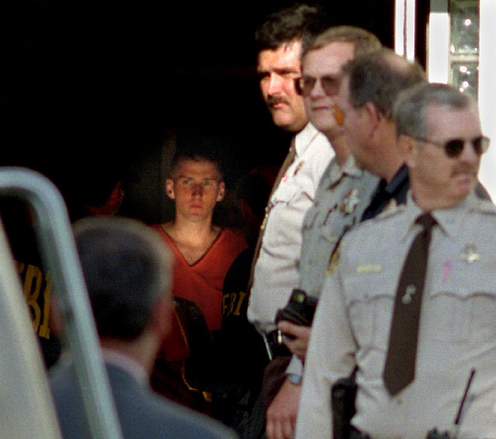
McVeigh auf dem Weg zum Gerichtshof

Timothy McVeigh, ein damals 26-jähriger Veteran aus dem Zweiten Golfkrieg, verübte den Anschlag mit seinen beiden Mittätern Terry Nichols und Michael Fortier.
Das Motiv für die Tat ist nicht vollständig geklärt. Die Wahl eines Regierungsgebäudes als Ziel und das Umfeld der Attentäter lassen auf einen regierungsfeindlichen Hintergrund schließen. Offenbar wurde auch das Datum symbolisch gewählt; es war der zweite Jahrestag der Räumung des Anwesens der Davidianer-Sekte im texanischen Waco und der 220. Jahrestag der Gefechte von Lexington und Concord. Vermutet wird auch die Nachahmung eines in den Turner-Tagebüchern, einer rechtsextremen, rassistischen Hetzschrift, beschriebenen Anschlags gegen die Institutionen der Vereinigten Staaten.
Zeitweilig kursierten in den USA Verschwörungstheorien, nach denen der Ku-Klux-Klan, islamistische Terroristen, die nordirische IRA und der im Bundesstaat Oklahoma wohnende Deutsche Andreas Strassmeir, Sohn des ehemaligen Parlamentarischen Staatssekretärs Günter Straßmeir (CDU), in das Attentat involviert gewesen sein sollten. Obwohl es keinerlei Hinweise auf eine Beteiligung anderer Personen gab, wurde diese These durch McVeighs Verteidiger unterstützt, um ihren Mandanten nur als Handlanger zu inszenieren und seine Schuld dadurch geringer erscheinen zu lassen.
Nichols erhielt eine lebenslange Freiheitsstrafe zuzüglich sechs Jahren wegen Verschwörung zum Einsatz einer Massenvernichtungswaffe und fahrlässiger Tötung in acht Fällen. Fortier, der als Zeuge ausgesagt hatte, erhielt zwölf Jahre Freiheitsentzug.
Timothy McVeigh wurde von einem Bundesgericht zum Tode verurteilt und am 11. Juni 2001 mit einer letalen Injektion hingerichtet. Er hinterließ einen handschriftlichen Brief, in dem er das Gedicht Invictus des englischen Dichters William Ernest Henley zitiert.

## Gedenken

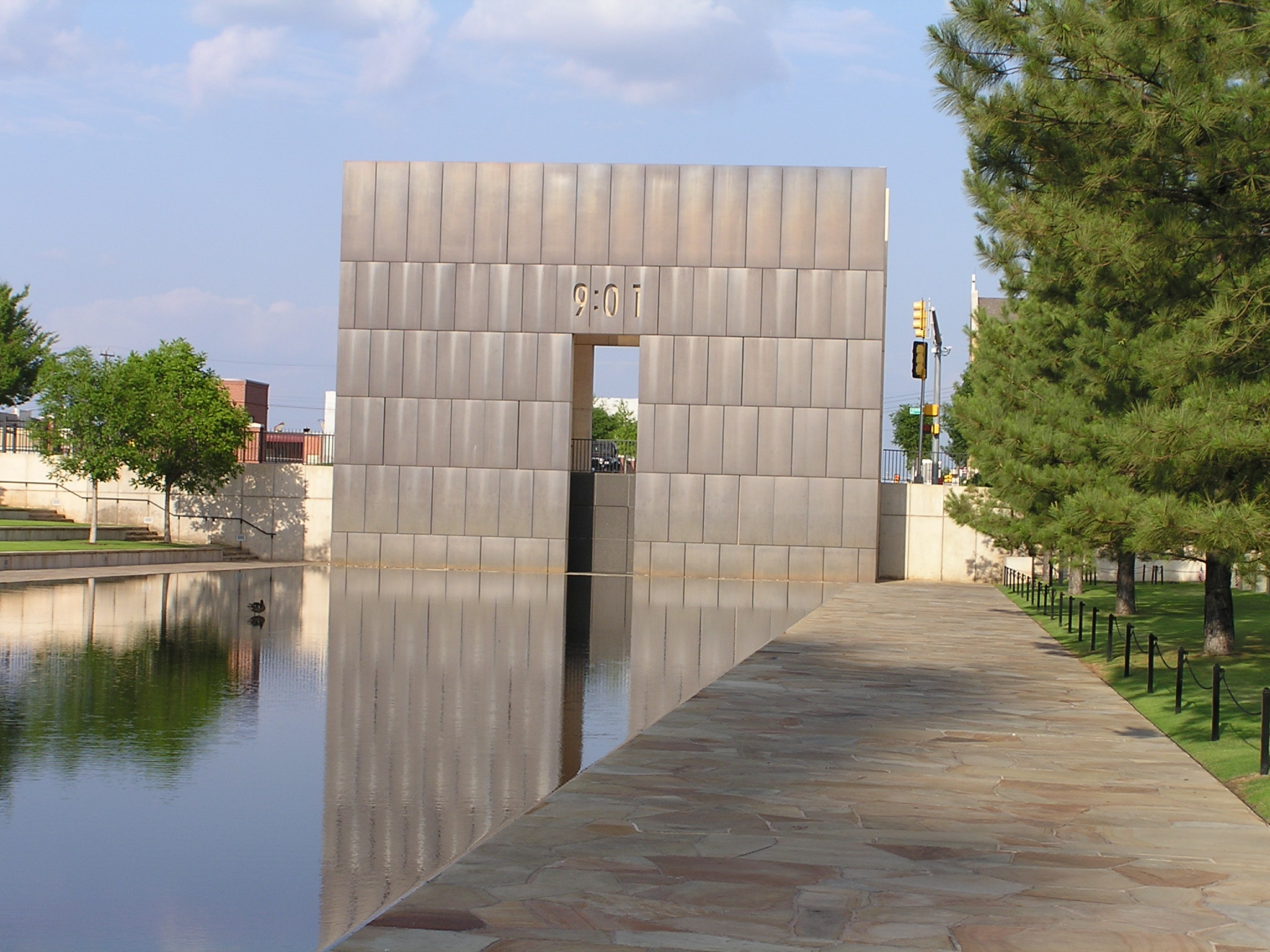
Oklahoma City National Memorial

Die Ruine des Alfred P. Murrah Federal Building wurde im Mai 1995 vollständig gesprengt. An seiner Stelle befindet sich heute das Oklahoma City National Memorial, eine Gedenkstätte der Architekten Hans und Torrey Butzer und Sven Berg. Sie besteht aus zwei stilisierten Toren, die die Uhrzeiten „9:01“ und „9:03“ (die Explosion geschah um 9:02) tragen und einen rechteckigen See flankieren. Seitlich stehen 168 Stühle, je einer für jedes Todesopfer des Anschlags. 19 dieser Stühle sind etwas kleiner, sie sind für die Kinder.
Im Jahr 2004 wurde ein neues Verwaltungsgebäude errichtet, bei dem besondere architektonische (Stahlplatten als Druckhemmer, splitterfreies Glas) und taktische Maßnahmen (keine unmittelbaren Zufahrtswege) einen vergleichbaren Anschlag verhindern sollen.

## Rezeption
Von scheinbaren Einzeltäterschaften und unaufgeklärten Verschwörungstheorien in Anschlägen auf Regierungsgebäude handelt der fiktionale Spielfilm Arlington Road. Sein Stoff beruht teils auf dem Anschlag in Oklahoma, ohne jedoch auf das tatsächliche Ereignis Bezug zu nehmen.
Mit der Zahlenkombination 168:1 wird zynisch die „Bilanz“ des Bombenanschlags ausgedrückt, bei dem die 168 Todesopfer der Hinrichtung des Haupttäters McVeigh gegenüberstehen. Die Zahlenkombination erschien zuerst auf T-Shirts von Rechtsextremisten in den USA und etablierte sich später auch international in Neonazi-Kreisen.

## Verfilmungen
Die dritte Folge der Fernsehserie Sekunden vor dem Unglück mit dem Titel The Bomb in Oklahoma City vom 20. Juli 2004 widmete sich dem Anschlag.
2017 erschien der Dokumentarfilm Oklahoma City.
Zum 30. Jahrestag im Jahr 2025 erschienen der Dokumentarfilm Der Bombenanschlag von Oklahoma City und die dreiteilige Miniserie Bombenanschlag in Oklahoma City: Ein Tag in Amerika.